# Tweede Kamerverkiezingen 1982/Kandidatenlijst/Kleine Partij
Dit is de kandidatenlijst voor de Tweede Kamerverkiezingen 1982 van de Kleine Partij. De partij deed alleen mee in kieskring XI (Haarlem) en de lijst bestond uit één kandidaat.

## De lijst
1. H. Spelten - 127 stemmen

CDA · PvdA · VVD · D'66 · PSP · CPN · SGP · PPR · RPF · GPV · Rechtse Volkspartij · Centrumpartij · EVP · NVU · Kleine Partij · God Met Ons · PPBMWM · SP · DS'70 · RKPN
1981 · 1982